# Rhabdonemataceae
Famille
Les Rhabdonemataceae sont une famille d'algues de l'embranchement des Bacillariophyta (Diatomées), de la classe des Bacillariophyceae et de l’ordre des Rhabdonematales.

## Étymologie
Le nom de la famille vient du genre type Rhabdonema, dérivé du grec ράβδος / rabdos, bâton ou verge, et de νημα / nèma ou νηματος / nèmatos, « fil ; semblable à des fils », littéralement « verge filaire », en référence à la forme de la chaine de frustules que forme cette diatomée.

## Liste des genres
Selon AlgaeBase (26 mai 2022) :
- Placosira M.Ashworth & Majewska, 2021
- Rhabdonema Kützing, 1844

## Systématique
La famille des Rhabdonemataceae a été créée en 1990 par Frank Eric Round (d) (1927–2010) et Richard Miles Crawford (d) (1941-).

## Publication originale
- Round, F.E., Crawford, R.M. & Mann, D.G. (1990). The diatoms biology and morphology of the genera.  pp. [i-ix], 1-747. Cambridge: Cambridge University Press.